# 蘇夢儀
蘇夢儀（？—1645年），字羽若，福建泉州府晉江縣人，明朝、南明軍事人物。

## 生平
蘇夢儀是天啟二年（1622年）的武進士，最初擔任嘉興守備，遷官溫州、台州遊擊，其時海門士兵譁變，他誅殺首先作亂的楊佩、金龍，又協助剿滅海盜劉香有功，升為黎靖參將。黎平屬貴州而靖州屬湖廣，苗族族人反覆不定，他在一天內帶領軍隊到老虎塘殺死兇徒首領，苗人才開始害怕。永順、保靖宣慰司的宣慰使彭象乾等人多年仇殺，貴州與湖廣的督撫命他去平定，他對各宣慰使曉以利害，令二人感悟歸順，陞貴州總兵。很快朝廷以安慶為南京上游，進他為都督同知、提督水陸營衛鎮守；當時寇亂饑荒頻繁，糧餉乏匱，戰船滲壞，他說：「安慶是南京要地，丟失安慶，等於丟失南京。」立刻移駐到城西北演武場。張獻忠軍隊來到，他招攬流亡，儲備糧食，設置堡壘，修理船艦，兒子蘇國瑋在江口備兵擊敗敵軍。張獻忠膽怯，不敢窺視安慶，於是人民安定。
弘光元年（1645年）左夢庚東下，船艦連綿數十百里，九江、湖口隨風倒伏，蘇夢儀說：「我世受國恩，不敢不盡力。若果力量不支，抱忠而死也罷！」守將馬進寶、楊振宗、謝寬開城叛投左夢庚，他巷戰被擒，在南鍾嶺遇害。蘇夢儀長身修髯，做事有籌略，官至將軍，但他個性淡朴，餘暇時會披吟揮灑。隆武年間追贈太子太保、左都督，諡武愍。

## 引用
1. 1 2  錢海岳《南明史·卷三十九·列傳第十五》：蘇夢儀，字羽若，晉江人。天啟二年武進士。初授嘉興守備，再遷溫、台遊擊，會海門兵譁，夢儀誅首亂楊佩、金龍，復協剿海寇劉香有功，擢黎靖參將。黎隸黔而靖隸楚，古五溪蠻之地。苗民畔服靡常，夢儀一夕提師至老虎塘，戮其渠兇，苗人始懼。永順、保靖二宣慰彭象乾等仇殺二十餘年，黔、楚督撫夢儀平之，夢儀往，論以利害禍福，二宣慰感悟輸誠而去，陞貴州總兵。未幾，朝廷以安慶為南京上游，進夢儀都督同知提督水陸營衛鎮之，時經寇亂，饑疫頻仍，餉既匱，而戰船類滲壞不可用。夢儀曰：「安慶為南京要地，無安慶，是無南京也。」立移駐於城西北演武場。時張獻忠兵至，夢儀招流亡，儲糗糧，設壘修艦，子國瑋備兵江口，大破之。獻忠勢卻，不敢窺安慶，民賴以安。
2. ↑  錢海岳《南明史·卷三十九·列傳第十五》：弘光元年，左夢庚東下，舳艫銜尾數十百里，九江、湖口望風靡，夢儀曰：「吾世受國恩，敢不盡力。力不支，抱忠入地耳，無何！」守將馬進寶、楊振宗、謝寬開城畔附，夢儀巷戰，被執不屈，遇害於南鍾嶺。夢儀長身修髯，有籌略，官至專閫。身安淡素，公暇披吟揮灑不輟云。隆武中，贈太子太保、左都督，諡武愍。